# Магнон
Магно́н — квазичастица, соответствующая элементарному возбуждению системы взаимодействующих спинов. В кристаллах с несколькими магнитными подрешётками (например, антиферромагнетиках) могут существовать несколько сортов магнонов, имеющих различные энергетические спектры. Магноны подчиняются статистике Бозе — Эйнштейна. Магноны взаимодействуют друг с другом и с другими квазичастицами. Существование магнонов подтверждается экспериментами по рассеянию нейтронов, электронов и света, которое сопровождается рождением или уничтожением магнона.

## Краткая история
Концепция магнона была введена в 1930 г. Феликсом Блохом для количественного объяснения феномена уменьшения спонтанной намагниченности в ферромагнетиках. При температуре абсолютного нуля ферромагнетик достигает состояния наименьшей энергии, в котором атомные спины (а также и магнитные моменты) выстраиваются в одном направлении. По мере повышения температуры спины начинают отклоняться от общего направления, тем самым увеличивая внутреннюю энергию и уменьшая полную намагниченность. Если представить идеально намагниченный ферромагнетик как вакуумное состояние, то состояние при низких температурах, в котором идеальный порядок нарушен небольшим количеством перевёрнутых спинов, можно представить как газ из квазичастиц — магнонов. Каждый магнон уменьшает количество правильно выстроенных спинов на {\displaystyle \hbar } и полный магнитный момент вдоль оси квантования — на {\displaystyle g\hbar }, где {\displaystyle g} — это гиромагнитное отношение.
Количественная теория магнонов (квантованных спиновых волн) получила дальнейшее развитие в работах Тэда Хольстена, Генри Примакова и Фримена Дайсона. Используя модель вторичного квантования, они показали, что магноны ведут себя как слабо взаимодействующие квазичастицы, подчиняющиеся законам Бозе — Эйнштейна. Подробное описание теории магнонов можно найти в учебнике Чарльза Киттеля по физике твёрдого тела или в ранней обзорной статье Ван Кранендонка и Ван Флека .
Непосредственное доказательство существования магнонов было найдено в 1957 г. Бертрамом Брокхаузом, который продемонстрировал неупругое рассеивание нейтронов на магнонах в ферритах. Существование магнонов было продемонстрировано в ферромагнетиках, ферримагнетиках и антиферромагнетиках.
Эксперименты с антиферромагнетиками в сильных магнитных полях продемонстрировали, что магноны действительно подчиняются статистике Бозе — Эйнштейна. Бозе-эйнштейновская конденсация магнонов в антиферромагнетике при низких температурах была доказана Никуни и др., а в ферримагнетике при комнатной температуре Демокритовым и др..